# Toronto Blue Jays
Die Toronto Blue Jays sind ein kanadisches Major-League-Baseball-Team. Sie spielen in der Eastern Division der American League. Ihre Heimspiele tragen sie im Rogers Centre (bis 2005 SkyDome genannt) in Toronto aus. Seit dem Umzug der Expos de Montréal nach Washington, D.C. im Jahre 2005 sind sie das einzige verbleibende nicht-US-amerikanische Team in den Major Leagues. Die Spieler tragen einen stilisierten Blauhäher (blue jay) auf ihren Trikots und Mützen. Im weiteren Sinne verwenden die Blue Jays auch das rote Ahornblatt als Symbol.

## Geschichte

### Gründung bis 1993
Mit der Gründung 1977 wurden die Blue Jays das zweite nicht US-amerikanische Team (neben den Montreal Expos) in der MLB. Die ersten Jahre platzierte sich das Team nur auf den letzten Divisionsplätzen (damals noch zweigeteilt in East und West), bis 1983 die erste Saison mit einem positiven Ergebnis (mehr Siege als Niederlagen) erreicht wurde. Nach einem zweiten Platz 1984 wurde 1985 das erste Highlight gesetzt mit einem Divisions-Titel, jedoch ging das Finale um den Sieg in der American League mit 3:4 gegen die späteren World-Series-Gewinner Kansas City Royals verloren. In den nächsten drei Jahren wurden nur Achtungserfolge, aber keine Postseason-Plätze erreicht. Als General Manager (vergleichbar einem Vereinspräsidenten) fungierte von 1978 bis 1994 Pat Gillick.
1989 war es wieder so weit, dass erneut die American League East gewonnen werden konnte; die Mannschaft trug seit Juni 1989 ihre Spiele im neu errichteten SkyDome (dem heutigen Rogers Centre) aus. Gegen die Oakland Athletics ging jedoch wiederum die AL-Championship Series verloren (mit 1:4). 1990 zweitplatziert, folgte in den nächsten drei Jahren die erfolgreichste Zeit der Blue Jays überhaupt. 1991 wurde der dritte Divisionstitel mit einem Record von 91 Siegen und 71 Niederlagen erreicht, aber wieder das AL-Finale mit 1:4 verloren (gegen die auch in der World Series erfolgreichen Minnesota Twins.
Unter anderem durch die Abwerbung des Pitchers Jack Morris von den Twins verstärkten sich die Blue Jays 1992 weiter, so dass es nicht nur zum zweiten Divisionssieg in Folge, sondern auch zu den ersten AL- und sogar World Series-Titeln reichte. Gegen die Oakland Athletics wurde die ALCS mit 4:2 gewonnen. In der World Series 1992 schließlich behielt das Team gegen die Atlanta Braves mit 4:2 die Oberhand. Die Entscheidung fiel in einem hart umkämpften sechsten Spiel in Atlanta, das die Braves im neunten (letzten regulären) Inning noch 2:2 ausgleichen konnten, dann jedoch im zweiten Extra-Durchgang mit 3:4 verloren.

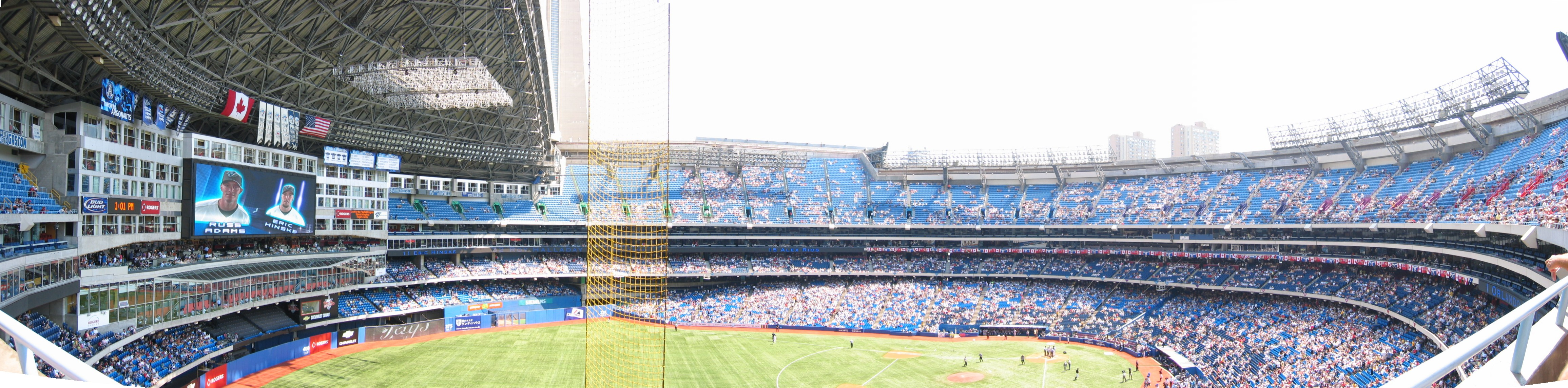
Panorama des Rogers Centre

In der World Series 1993 konnte dieser Titel verteidigt werden, was die Blue Jays in der American League zu den erfolgreichsten der seit den 1970er Jahren neu hinzugekommenen Teams (Expansion Franchises) macht. Neu ins Team kam in dieser Saison Paul Molitor als Designated Hitter sowie während der laufenden Saison Rickey Henderson, beide spätere Hall of Fame-Mitglieder. Nach einem Sieg in der ALCS über die Chicago White Sox (4:2) wurde mit gleichem Ergebnis gegen die Philadelphia Phillies auch der zweite World Series-Titel gewonnen. Besonders in Erinnerung blieb das vierte Spiel der World Series, das die Blue Jays mit 15:14 für sich entscheiden konnten.

### 1994 bis heute

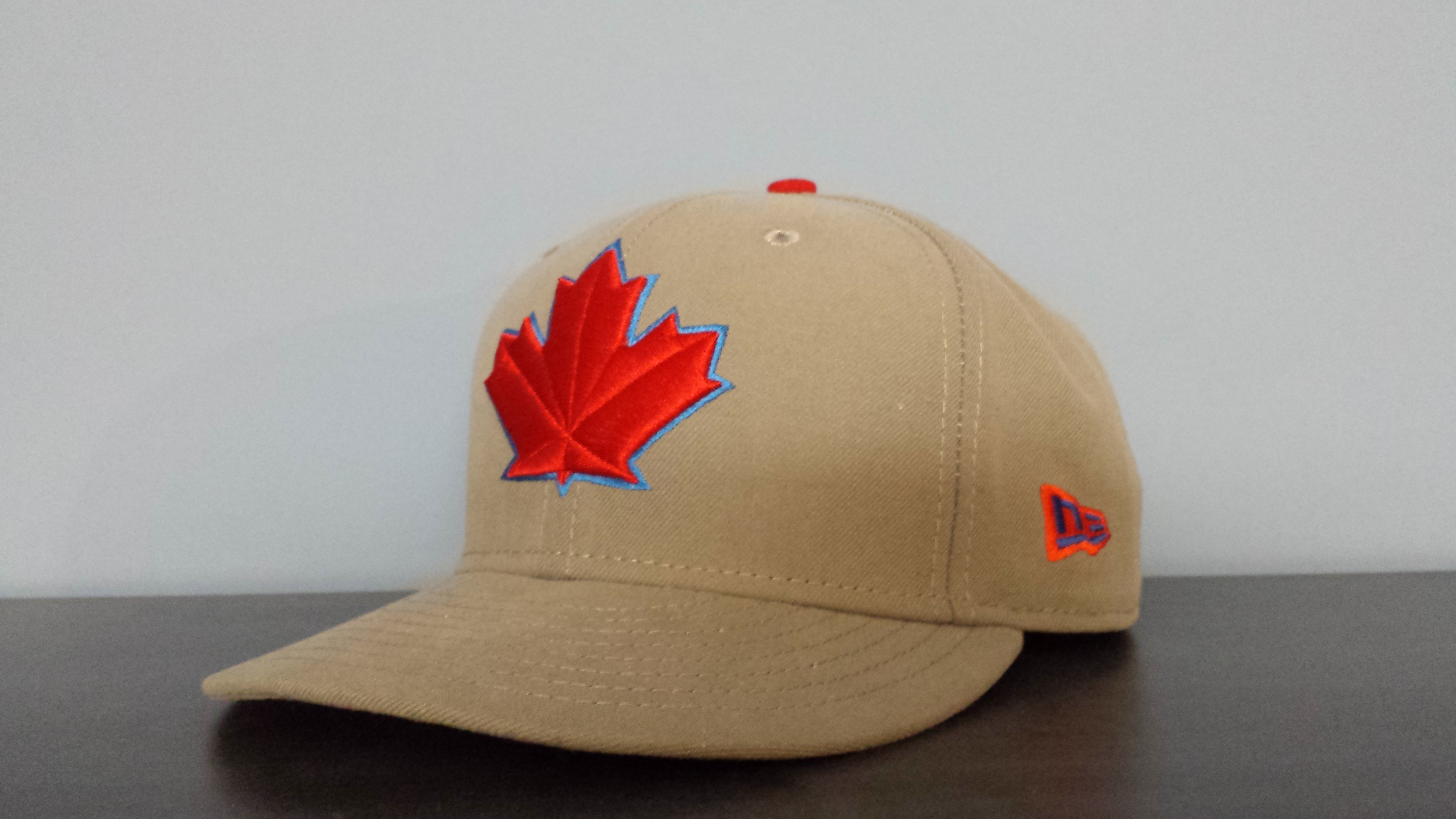
Zum Canada Day tragen die Blue Jays besondere Mützen mit dem roten Ahornblatt (hier in Auswärts-Farben)

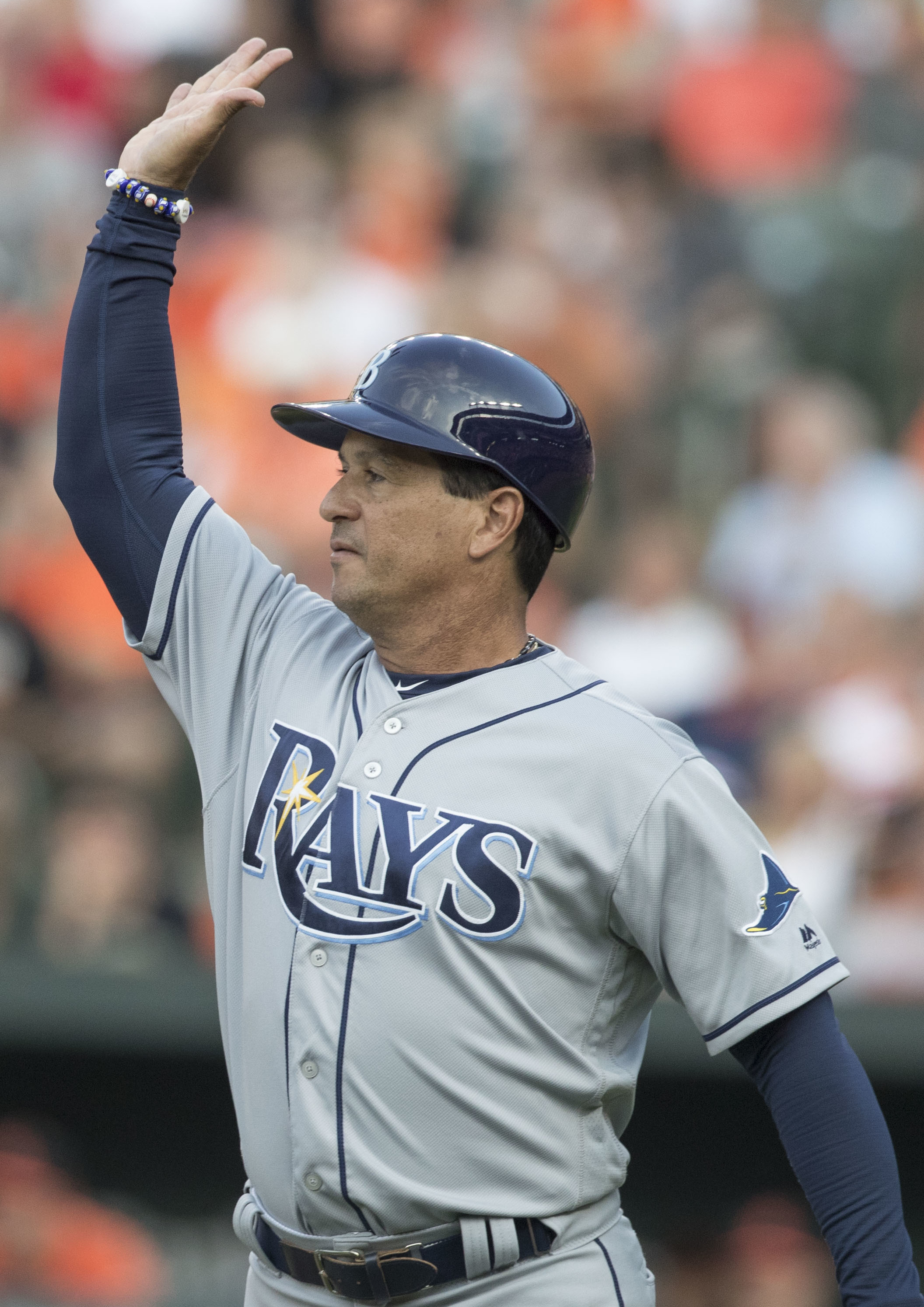
Charlie Montoyo, der aktuelle Manager der Blue Jays

In der 1994 durch einen Spielerstreik abgebrochenen Saison fielen die Blue Jays trotz großer Erwartungen auf einen dritten Platz in der nunmehr von sieben auf fünf Mannschaften verkleinerten American League East zurück (mit 60 Niederlagen bei 55 Siegen). Auch die Verpflichtung des Star-Pitchers Roger Clemens 1997, der zwei Jahre hintereinander die Triple Crown gewann, konnte die mittelmäßige bis schlechte Bilanz in den Jahren 1995 bis 1998 nicht verhindern. Den New York Yankees und den Boston Red Sox liefen die Blue Jays auch fortan hinterher.
Ein Achtungserfolg konnte 2006 mit einem zweiten Platz in der American League East erreicht werden, der jedoch nicht zum Gewinn der Wild Card reichte. Auch in den Jahren danach konnte die Postseason nicht erreicht werden. 2010 endete zudem die zweite Amtszeit von Cito Gaston als Manager der Blue Jays, der von 1989–1997 und 2008–2010 die Geschicke des Teams bestimmte. Als seinen Nachfolger benannten die Blue Jays am 25. Oktober 2010 John Farrell, den bisherigen Pitching Coach der Boston Red Sox. Farrell verließ das Team jedoch bereits nach 2 Saisonen wieder, und John Gibbons, der Toronto schon von 2004 bis 2008 als Headcoach betreut hatte, kehrte zurück.
Nach der schwachen Saison 2013 mit dem letzten Platz in der Division gelang den Blue Jays ein starker Saisonstart 2014, der sie eine Zeit lang auf den ersten Platz der Tabelle brachte. In der zweiten Saisonhälfte wurde der Vorsprung allerdings verspielt und Toronto verpasste den Einzug in die Playoffs um 5 Siege.
2015 gelang schließlich der erste Playoff-Einzug seit 1993, wodurch die Blue Jays endlich die zu diesem Zeitpunkt längste Serie an verpassten Playoff-Teilnahmen (22 Jahre) im amerikanischen Profisport beendeten. Nach dem Gewinn der AL East spielten sie in der American League Division Series gegen die Texas Rangers und gewannen die Best-of-Five Serie mit 3:2. In der American League Championship Series war dann jedoch gegen die späteren World Series Sieger Kansas City Royals Endstation, die Best-of-Seven Serie ging 4:2 verloren.
| American League East 2008–2018 |          |          |          |          |          | |
| Jahr                           | 1.       | 2.       | 3.       | 4.       | 5.       | Postseason |
| 2008                           | TB (11)  | BOS (9)  | NYY (3)  | 86 – 76  | BAL (18) | –– |
| 2009                           | NYY (28) | BOS (20) | TB (9)   | 75 – 87  | BAL (11) | –– |
| 2010                           | TB (11)  | NYY (10) | BOS (4)  | 85 – 77  | BAL (19) | –– |
| 2011                           | NYY (16) | TB (10)  | BOS (9)  | 81 – 81  | BAL (12) | –– |
| 2012                           | NYY (22) | BAL (20) | TB (17)  | 73 – 89  | BOS (4)  | –– |
| 2013                           | BOS (23) | TB (17)  | BAL (11) | NYY (11) | 74 – 88  | –– |
| 2014                           | BAL (13) | NYY (1)  | 83 – 79  | TB (6)   | BOS (12) | –– |
| 2015                           | 93 – 69  | NYY (6)  | BAL (12) | TB (13)  | BOS (15) | - Gewinn der ALDS gegen die Houston Astros 3:2 - ALCS gegen die Kansas City Royals 2:4                                                  |
| 2016                           | BOS (4)  | 89 – 73  | BAL (0)  | NYY (5)  | TB (21)  | - Gewinn des ALWCG gegen die Baltimore Orioles 5:2 - Gewinn der ALDS gegen die Texas Rangers 3:0 - ALCS gegen die Cleveland Indians 1:4 |
| 2017                           | BOS (17) | NYY (15) | TB (4)   | 76 – 86  | BAL (1)  | –– |
| 2018                           | BOS (35) | NYY (27) | TB (17)  | 73 – 89  | BAL (26) | –– |

 Die farbig unterlegten Zellen beschreiben das eigene Abschneiden in der AL East, die Zahlen in Klammern die Abstände (Games Behind) zu den anderen Teams am Ende der Saison. 

## Nicht mehr vergebene Nummern
| Roy „Doc“ Halladay P Nicht mehr vergeben seit 2018 | Roberto „Robbie“ Alomar 2B Nicht mehr vergeben seit 2011 | Jackie Robinson - Geehrt 1997 bei jedem MLB-Team |

## Minor-League-Teams der Toronto Blue Jays
Zum Franchise der Blue Jays gehören folgende Minor-League-Teams:
- AAA:Buffalo Bisons, Buffalo, New York, International League
- AA:New Hampshire Fisher Cats, Manchester, New Hampshire, Eastern League
- Advanced A:Dunedin Blue Jays, Dunedin, Florida, Florida State League
- A:Lansing Lugnuts, Lansing, Michigan, Midwest League
- Short Season A: Vancouver Canadians, Vancouver, British Columbia, Northwest League
- Rookie-Advanced: Bluefield Blue Jays, Bluefield, Virginia/West Virginia, Appalachian League
- Rookie: GCL Blue Jays, Dunedin, Florida, Gulf Coast League
- Rookie: DSL Blue Jays, San Pedro de Macorís, Dominikanische Republik, Dominican Summer League